# الکواسکار
الکواسکار (به اسپانیایی: Alcuéscar) یک شهرستان در اسپانیا است که در استان کاسرس واقع شده‌است.